# John Edward Hernández
John Edward Hernandez (Cartagena, Bolívar; 11 de enero de 1991) es un futbolista colombiano. Juega de centrocampista ofensivo.
Fue preseleccionado por la selección Colombia para el Copa Mundial Sub-20 de 2011.

## Clubes
| Club                   | País      | Año         |
| ---------------------- | --------- | ----------- |
| Independiente Medellín | Colombia  | 2010 - 2012 |
| Patriotas Boyacá       | Colombia  | 2013        |
| Atlético Huila         | Colombia  | 2013        |
| Independiente Medellín | Colombia  | 2014        |
| Rionegro Águilas       | Colombia  | 2015        |
| UNAN Managua           | Nicaragua | 2016        |
| Utenis Utena           | Lituania  | 2017 - 2018 |
| CD Alcalá              | España    | 2018 - 2019 |

- Datos: Q5860627